# Karagunda, Arsikere
Karagunda là một làng thuộc tehsil Arsikere, huyện Hassan, bang Karnataka, Ấn Độ.